# Kedungkembar
Kedungkembar is een bestuurslaag in het regentschap Sidoarjo van de provincie Oost-Java, Indonesië. Kedungkembar telt 2731 inwoners (volkstelling 2010).